# Potłumek zielonawy
Potłumek zielonawy (Weissia controversa Hedw.) – gatunek mchu należący do rodziny płoniwowatych (Pottiaceae Schimp.). Mech niewielkich rozmiarów, szeroko rozpowszechniony na świecie.

## Rozmieszczenie geograficzne
Występuje w Ameryce Północnej (Grenlandia, Kanada, Stany Zjednoczone, Meksyk), na Karaibach, Ameryce Centralnej, Ameryce Południowej, Europie, Azji, Afryce, Australii i wyspach Pacyfiku. W Polsce podawany m.in. z obszaru województwa śląskiego i pasma Gorców.

## Morfologia
GametofitTworzy gęste darnie, jasnozielone do żółtawozielonych. Łodyżki stojące, pojedyncze lub nieregularnie rozgałęzione, wysokości od 4–6 do 10 mm. Listki wąsko lancetowate, często stłoczone na końcach łodyżek, poskręcane w stanie suchym, rozpostarte gdy wilgotne. Powyżej podstawy listka brzegi blaszki silnie podwinięte. Żebro dość grube.
SporofitSeta o długości od 3–5 do 8 mm. Puszka zarodni podłużnie jajowata do cylindrycznej, wieczko opadające. Perystom o 16 zębach szczątkowych do lancetowatych, sporadycznie niewystępujących.

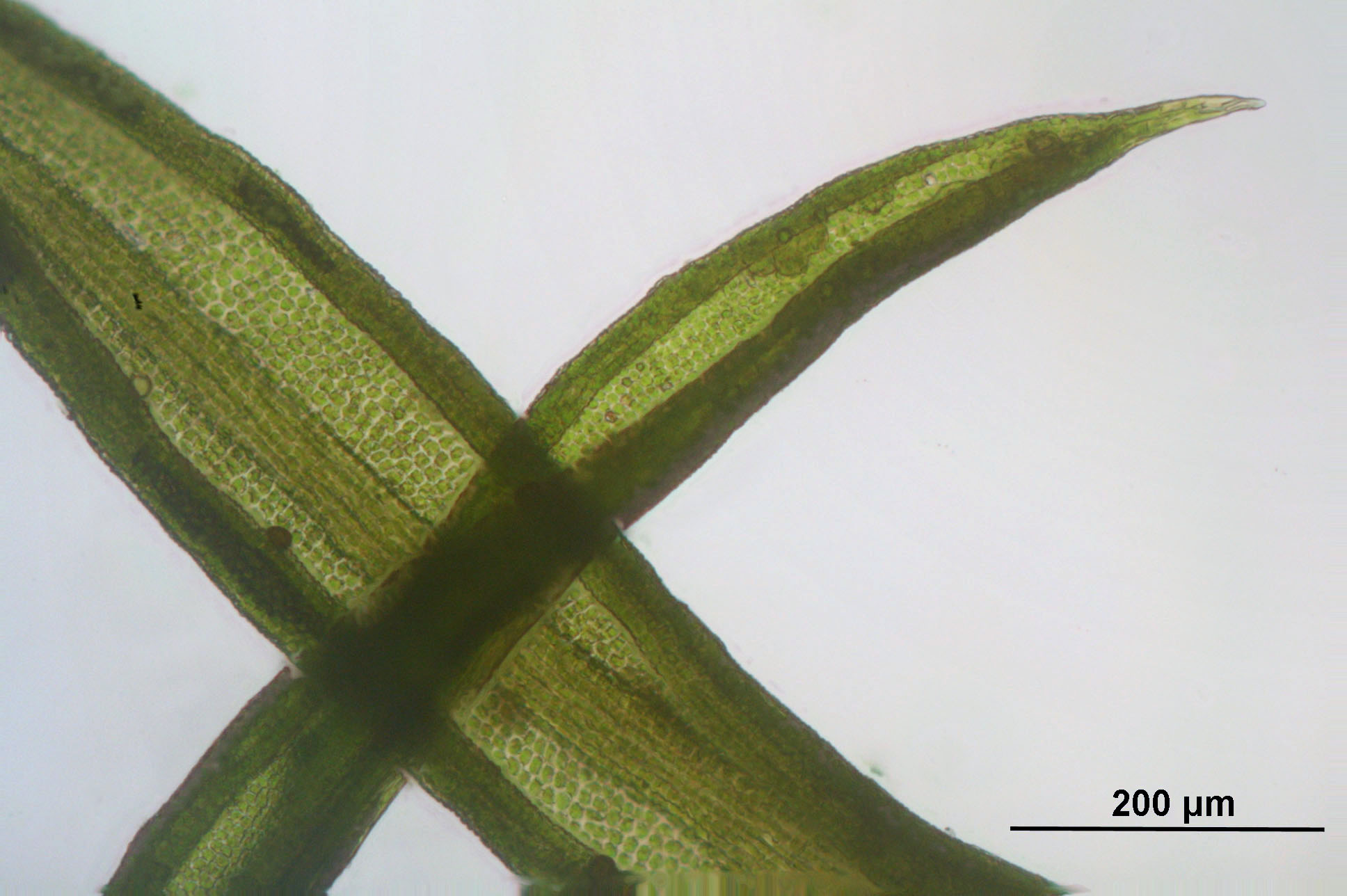
Listki
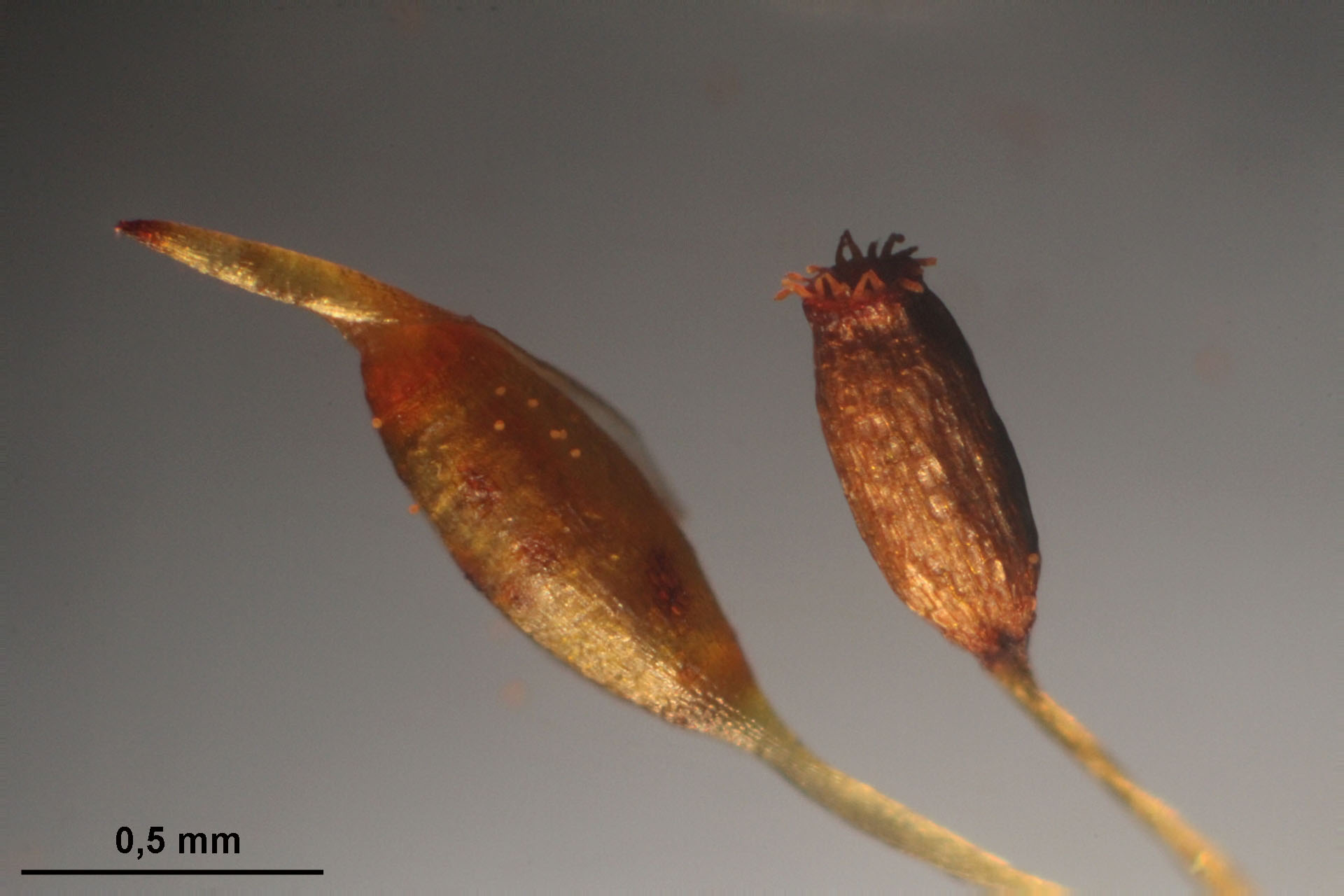
Puszki, z wieczkiem (lewa), z widocznym perystomem (prawa)
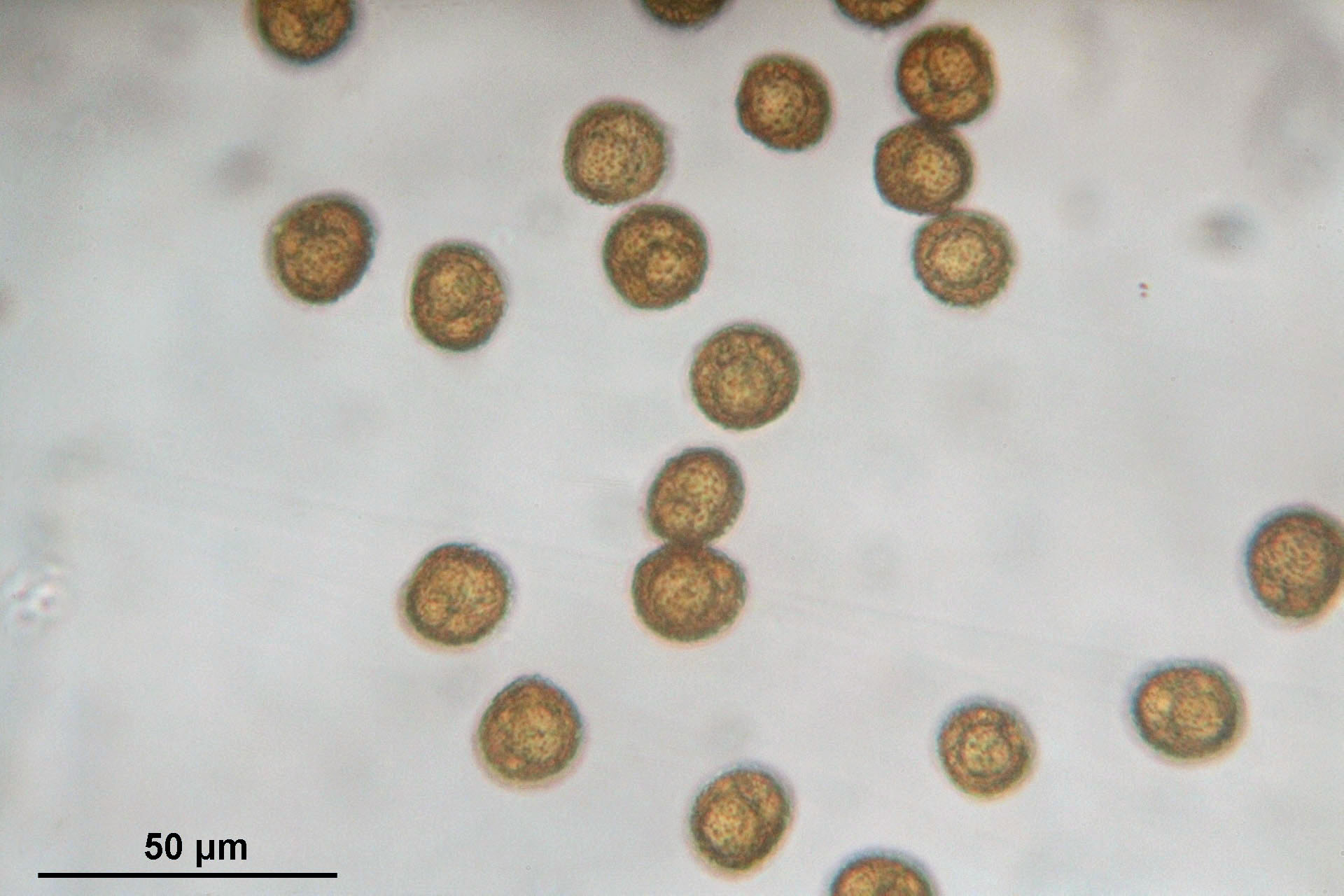
Zarodniki

## Biologia i ekologia
Puszki dojrzewają w przeciągu roku, w zależności od obszaru występowania rośliny. Rośnie na glebie, skałach, terenach ruderalnych, zachwaszczonych, poboczach dróg i polach o kwaśnym lub wapiennym podłożu.

## Systematyka i nazewnictwo
Synonimy: Dicranum xanthodon Hedw., Grimmia crispa Roth ex P. Gaertn., B. Mey. & Schreb., Gymnostomum rauanum Austin, Hymenostomum mexicanum Cardot, Mollia longiseta (Lesq. & James) C. Mohr, Mollia viridula Lindb., Rechingerella macedonica J. Froehl., Trichostomum sciophilum Müll. Hal., Weissia andrewsii E.B. Bartram, Weissia brandegei Austin, Weissia curvicaulis Brid., Weissia cyrnaea Brid., Weissia flavipes Hook. f. & Wilson, Weissia longidentata R.S. Williams, Weissia longiseta Lesq. & James, Weissia microtheca Thér., Weissia mutabilis Brid., Weissia obscura Röhl., Weissia rauei Austin, Weissia sinensis Thér., Weissia sulcata Thér., Weissia wolffii Lesq. & James.

## Zagrożenia
W skali Polski i Europy gatunek nie jest zagrożony. Został wpisany na czerwoną listę mszaków województwa śląskiego z kategorią zagrożenia LC (najmniejszej troski, stan na 2011 r.), w Czechach także nadano mu kategorię LC (2005 r.).